# 후쿠야마성 (오카야마현)

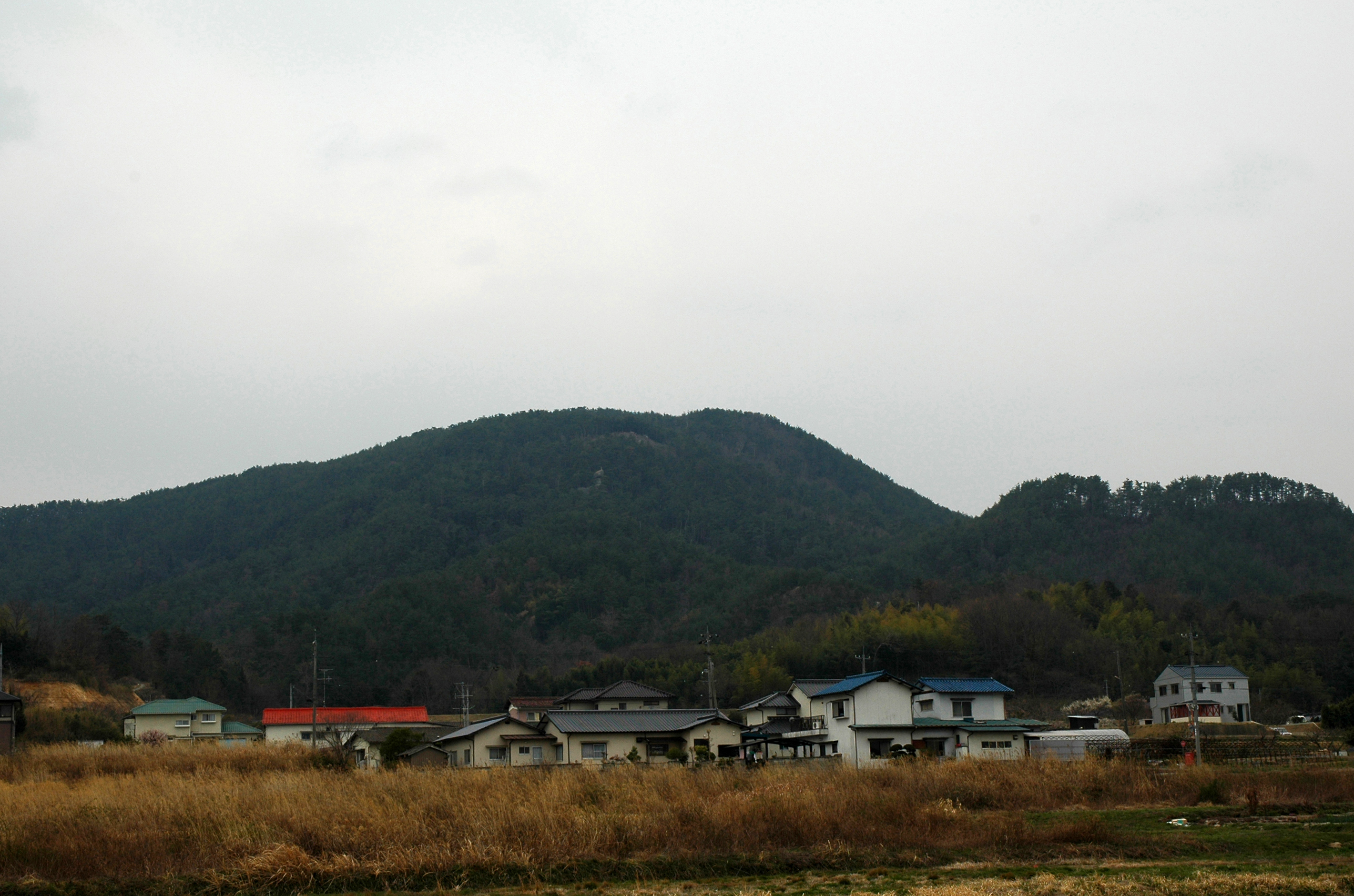
후쿠야마 산

후쿠야마 산성(일본어: 福山城 후쿠야마조[*])은 오카야마현 소자시에 있었던 연곽식 산성이다.

## 개요
후쿠야마 산성은 소자 시 남부의 높이 302m 인 후쿠야마 산(福山)에 존재했던 산성이다.《태평기》에 기록된 후쿠야마 산 전투의 무대이기도 하다.
나라 시대부터 헤이안 시대에 걸쳐 산악사원〈후쿠야마지(福山寺)〉가 존재했었다. 가마쿠라 시대 말기인 1335년 쇼 가네스케가 사원 후쿠야마지를 토대로 성곽으로 개수하였다. 축성주는 真壁是久(마카베 요시히사?)라고 한다. 성은 1단, 2단, 3단으로 연결된 구조로 되어 있으며, 현재 성의 1단과 2단의 사이에 있는 성문터와 석벽이 확인되었다. 또, 빈 해자, 석렬, 우물터 등이 있다. 1936년 12월 16일 국가 사적으로 지정되었다.

## 후쿠야마 산 전투
남북조 시대인 1336년 음력 2월 규슈에서 패주했던 아시카가 다카우지가 30만이라고 전해지는 대군을 이끌고 동진을 개시하였다. 빈고 국 도모노우라에서 군대는 해상으로 진군하는 7,500척의 배와 육상에서 진군하는 20만대군으로 양분되었다.
음력 4월 3일 고다이고 천황측 닛타 요시사다 군의 선봉대인 오이다 우지쓰네는 아시카가 측에 가담한 성주 쇼 가네스케를 몰아냈고, 아시카가 군의 진격을 저지하기 위해 성에서 농성하였다. 아시카가 군은 음력 5월 상순 빗추 국에 도달했고, 음력 5월 14일에는 후쿠야마 산에 도착해 성을 포위하였다. 아시카가 다다요시가 이끄는 20만대군에 비해 오이다 군은 겨우 1,500명이었다. 음력 5월 15일 저녁부터 성을 공격하기 시작했고, 성내 병사들이 완강히 저항하여 격퇴하였다.
그러나 중과부적이었기 때문에 17일 성은 함락되었다. 오이다 우지쓰네는 겨우 400명의 장병과 함께 아시카가 군대의 포진으로 뛰어 들었고, 비젠 국 미쓰이시 성(현 비젠시)으로 도주하였다.
이 전투에 뒤이어 7일 후 미나토가와 강 전투에서 구스노키 마사시게는 전사하였다.

## 같이 보기
- 겐무 신정